# Crimă în trei acte
Crimă în trei acte (în engleză Murder in Three Acts) este un film polițist de televiziune britanico-american din 1986, cu detectivul belgian Hercule Poirot. Acest film a adaptat versiunea americană a romanului Tragedie în trei acte (Three Act Tragedy, 1934) al Agathei Christie, pe baza scenariului scris de Scott Swanton, a fost regizat de Gary Nelson și i-a avut în rolurile principale pe Peter Ustinov, Jonathan Cecil, Tony Curtis și Emma Samms.
Subiectul filmului îl constituie uciderea prin otrăvire a trei persoane (un pastor bătrân, un medic neurolog și o bătrână catatonică) în orașul mexican Acapulco, unde Hercule Poirot își petrecea vacanța înainte de a se apuca să-și scrie memoriile. La fel ca în ecranizările anterioare cu Poirot, publicul face cunoștință cu un grup de persoane cu comportament suspect, dintre care unul este ucigașul căutat.
Scenaristul Crimei în trei acte a actualizat acțiunea romanului și a relocat-o din comitatul englez Cornwall la Acapulco și a realizat o modificare completă a personajelor, introducându-l pe căpitanul Hastings (care nu apare în roman) ca asistent al lui Poirot. Filmările s-au desfășurat pe teritoriul Mexicului (în orașul Acapulco și în alte părți ale statului Guerrero).
Crimă în trei acte este a cincea ecranizare a unui roman al Agathei Christie în care Peter Ustinov l-a interpretat pe Poirot, după filmele de cinema Moarte pe Nil (1978) și Crimă sub soare (1982) și filmele de televiziune Treisprezece la cină (1985) și Moartea joacă murdar (1986). Ustinov a reluat acest rol pentru ultima oară în filmul de cinema Întâlnire cu moartea, care a fost lansat în 1988.

## Rezumat
Detectivul belgian Hercule Poirot s-a retras din activitate și intenționează să-și scrie memoriile, pe care se gândește să le intituleze My Life in Crime. Lipsit de inspirație, el acceptă într-una din zile invitația prietenului său, Arthur Hastings, și vine la Acapulco, unde sunt găzduiți la „Crow's Nest”, casa de vacanță a cunoscutului actor american Charles Cartwright, care se află pe marginea unei faleze cu vedere la mare pe trei laturi. Poirot acceptă fără tragere de inimă să ia parte la petrecerea organizată de actor pentru un grup de prieteni americani care locuiesc în stațiune pe tot parcursul anului: medicul neurolog Wally Strange, actrița Angela Stafford, dramaturga Janet Crisp, bogătașa Daisy Eastman și fiica ei, Jennifer (cunoscută sub porecla „Egg”), creatoarea de modă Cynthia Dayton și soțul ei, pastorul Babbington și soția sa, cărora li se alătură un tânăr aristocrat mexican pe nume Ricardo Montoya. În timpul servirii cocktailurilor, pastorul Babbington se prăbușește pe jos și moare. Charles și Egg cred că moartea pastorului s-ar putea datora otrăvirii și nu unor cauze naturale, așa cum constataseră autoritățile, dar Poirot susține că nimeni nu ar fi vrut să omoare un bătrân cleric și că, în plus, nimeni nu putea impune cuiva să ia un anumit pahar de pe o tavă cu pahare identice. Analiza paharului din care fusese băut cocktailul nu relevă existența unor urme de otravă.
Nefiind convins că este vorba de o crimă, detectivul se întoarce în America pentru a-și scrie memoriile, dar află după câteva săptămâni de la Cartwright, care plecase între timp la casa lui din Los Angeles, că doctorul Strange a murit la rândul său în timpul unei petreceri organizate la vila „El Castillo”, la care fuseseră invitați majoritatea celor care participaseră la petrecerea anterioară. Cartwright și Poirot revin la Acapulco, iar colonelul Mateo, șeful poliției locale, îi informează că autopsia a dezvăluit că dr. Strange a murit otrăvit cu benzotină, un derivat al unui pesticid folosit în cultura orhideelor. Modul în care otrava a pătruns în corp rămâne un alt mister, deoarece analiza paharului arată că el conținea doar vin.
Cu toate acestea, detectivul începe să suspecteze că moartea lui Babbington nu a fost accidentală. În urma suspiciunii sale, autoritățile dispun exhumarea cadavrului pastorului Babbington, iar autopsia relevă că moartea lui s-a datorat, de asemenea, otrăvirii cu benzotină. Dispariția majordomului Carlos Morales, nou angajat de dr. Strange, ridică o serie de suspiciuni, iar Poirot și Hastings reușesc să descopere un pasaj secret care pornea din bibliotecă și prin care ar fi putut fugi cel căutat. În același timp, Cartwright inițiază o investigație pe cont propriu, ajutat de Egg, dar nu reușește să clarifice situația și să facă o legătură între uciderea lui Babbington și cea a dr. Strange. Poirot crede însă că uciderea lui Babbington nu a fost intenționată, ci mai degrabă rodul unei erori. Încercând să reconstituie prima crimă, detectivul îi adună pe suspecți în camera sa de hotel și îi servește cu cocktailuri, iar Cartwright se prăbușește pe jos, mimând că ar fi fost otrăvit. Reconstituirea crimei demonstrează că paharele celor două victime puteau fi schimbate în haosul produs. Margaret Rushbridger, o bătrână internată în stare catatonică în sanatoriul dr. Strange, care fusese menționată în timpul petrecerii de la „El Castillo”, primește în aceeași zi o cutie cu bomboane de ciocolată de la o persoană necunoscută și este ucisă astfel cu benzotină.
Poirot îi adună la „Crow's Nest” pe toți cei implicați în acele evenimente tragice, explicând ceea ce s-a întâmplat. Deși crezuse inițial că primele două crime erau de fapt două părți ale aceleiași crime, detectivul afirmă că uciderea pastorului Babbington a fost doar o repetiție pentru cea de-a doua crimă, uciderea dr. Strange, în timp ce uciderea doamnei Rushbridger a avut rolul de a-i induce în eroare pe anchetatori. Ucigașul celor trei persoane era actorul Charles Cartwright, care fusese nevoit să-și abandoneze cariera artistică în urma diagnosticării de către dr. Strange cu psihoză paranoidă. Actorul se deghizase apoi în majordomul Carlo Morales și contribuise la uciderea medicului. Sticla cu benzotină a fost descoperită în sera cu orhidee a lui Charles, deși dra Milray, secretara devotată a actorului, a încercat să o golească pentru a-l disculpa. În baza dovezilor aduse de Poirot, Charles Cartwright este arestat de poliție și transportat la un sanatoriu, dar anunță că va fi din nou liber în cel mult un an deoarece va realiza acolo cea mai bună interpretare a vieții sale. În final, detectivul îi propune dramaturgei Janet Crisp să-l ajute la scrierea memoriilor și își dă seama cu groază că putea lua chiar el paharul cu cocktail otrăvit pe care îl băuse Babbington.

## Distribuție
- Peter Ustinov — detectivul belgian Hercule Poirot[8][9][10]
- Tony Curtis — actorul american de film Charles Cartwright, retras recent din activitate[8][9][10]
- Emma Samms — Jennifer „Egg” Eastman, fiica unui bogat transportator de marfă,[8][9][10] care are o relație sentimentală cu Charles[14]
- Jonathan Cecil — cpt. Arthur Hastings, prietenul și asistentul lui Poirot[8][9][10]
- Fernando Allende — Ricardo Montoya, tânăr aristocrat mexican bănuit a avea idei comuniste[8][9][10][13][14]
- Pedro Armendáriz, Jr. — colonelul Mateo, șeful poliției locale din Acapulco (menționat Pedro Armendariz)[8][9][10][13]
- Lisa Eichhorn — Cynthia Dayton, creatoare de modă americană[8][9][10][13]
- Dana Elcar — dr. Wallace (Wally) Strange, medic neurolog american, directorul unui sanatoriu local[8][9][10][13]
- Frances Lee McCain — dra Milray, secretara devotată a lui Charles[8][9][10][13]
- Marian Mercer — Daisy Eastman, mama protectoare a lui Egg[8][9][10][13]
- Diana Muldaur — Angela Stafford, actriță americană de pe Broadway, fosta iubită a lui Charles[8][9][10][13]
- Nicholas Pryor — Freddie Dayton, soțul bețiv și afemeiat al Cynthiei[8][9][10][13]
- Concetta Tomei — Janet Crisp (Martin Blador), dramaturgă americană,[8][9][10][13] autoare de satire contemporane jucate pe Broadway[14]
- Jacqueline Evans — dna Babbington, soția pastorului[8][9][10][13]
- Ángeles González — menajera lui Charles Cartwright (menționată Angeles Gonzalez)[8][9][10][13]
- Philip Guilmant — Steven Babbington, pastor american bătrân[9][13] cu un comportament inofensiv[14]
- Claudia Guzmán — Rosa Sánchez, servitoarea dr. Strange (menționată Claudia Guzman)[8][9]
- Rodolfo Hernández — Miguel, servitorul lui Charles Cartwright (menționat Rodolfo Hernandez)[9][13]
- Martin LaSalle — dr. Vega, medicul legist mexican (menționat Martin Lasalle)[9][13]
- Alma Levy — asistenta medicală de la clinica dr. Strange[8][9][13]
- Julio Monterde — directorul restaurantului unde bea Freddie Dayton[9][13]
- Rene Pereyra — chelnerul de la barul din apropiere de El Castillo[9][13]
- José Chávez — polițistul aflat de pază la El Castillo (menționat Jose Chavez Trowe)[9][13]

## Producție

### Proiecte anterioare

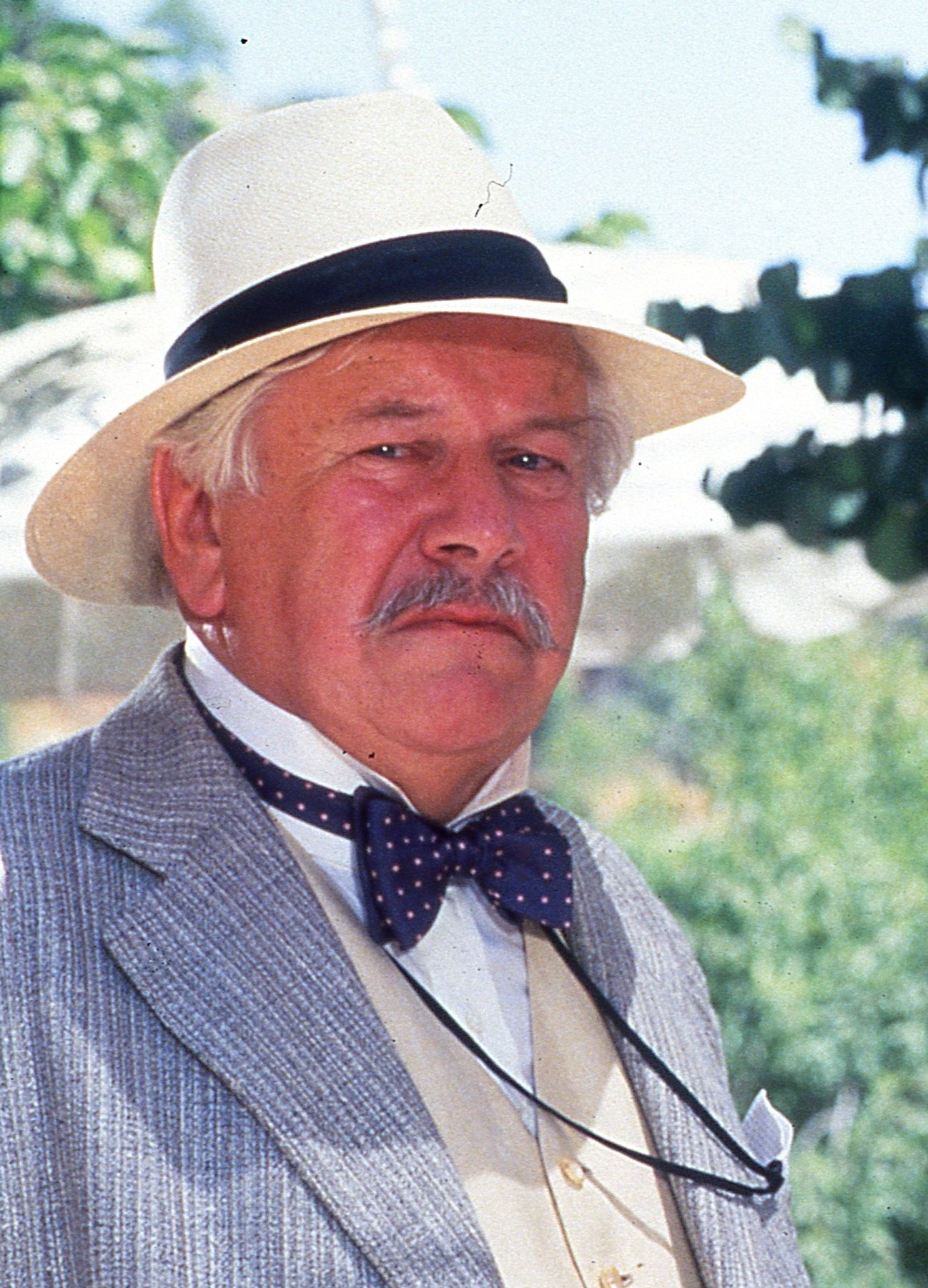
Actorul Peter Ustinov, interpretând rolul lui Poirot în filmul Întâlnire cu moartea (1988).

Compania EMI Films a avut un mare succes cu filmul Crima din Orient Express (1974), care a fost nominalizat la șase premii Oscar și a câștigat unul (premiul pentru cea mai bună actriță în rol secundar – Ingrid Bergman). Directorul de producție Nat Cohen a anunțat în 1975 că aceiași producători vor adapta romanul Răul sub soare (Evil Under the Sun, 1941) ca parte a unei serii de șase filme cu un buget total de 6 milioane de lire sterline. EMI a realizat doar cinci din cele șase filme propuse: Spanish Fly (1976), Aces High (1976), Seven Nights in Japan (1976), The Likely Lads (1976) și Sweeney! (1977), fără filmul Crimă sub soare. Moartea Agathei Christie la 12 ianuarie 1976 a schimbat însă cursul evenimentelor, înlesnind mult obținerea unei înțelegeri. În mai 1977 reprezentanții companiei EMI au anunțat că vor realiza nu una, ci două adaptări după Agatha Christie: Moarte pe Nil (1978) și Crimă sub soare (1982).
Albert Finney l-a interpretat pe Hercule Poirot în Crima din Orient Express, iar producătorii l-au contactat pentru a-i oferi același rol. Actorul a refuzat însă, deoarece se simțise incomod în timpul turnării filmului anterior din cauza machiajului și s-a temut că îi va fi greu să se descurce la temperaturi și mai ridicate. Atunci când au aflat că nu pot conta pe prezența lui Finney, producătorii companiei EMI s-au gândit să confere filmului o direcție total diferită și l-au ales pe Peter Ustinov, un actor cu o metodă actoricească viguroasă care i-a conferit lui Poirot imaginea unui personaj omniscient, patern și autoritar. „Poirot este un rol de compoziție, dacă a existat vreodată așa ceva”, a spus producătorul Goodwin, „iar Peter este un actor de compoziție de prim rang”.
Ustinov a avut succes în rolul detectivului, deși fanii scrierilor Agathei Christie nu au fost mulțumiți în totalitate de aspectul său și de stilul diferit de interpretare, deoarece Ustinov a căutat să adapteze personajul propriei sale personalități și nu să se adapteze el personajului. Personajul interpretat de Ustinov era, potrivit unor jurnaliști, „mai înalt, mai solid și mai puțin chel” decât personajul Agathei Christie, singurul element reconstituit identic fiind doar mustața. Actorul nu s-a simțit deranjat de aspectul diferit, iar, atunci când i s-a reproșat că Hercule Poirot din cărțile Agathei Christie nu seamănă fizic cu el, a răspuns cu o aroganță tipică detectivului belgian: „Doamnă, acum seamănă”. Atitudinea arogantă și paternă conferită personajului de Ustinov a fost remarcată de unii critici precum Cliford Terry de la Chicago Tribune, care a afirmat că detectivul tratează toate personajele cu care intră în contact în aceste filme ca pe „niște școlari obraznici și înceți la minte”.
Filmele Moarte pe Nil (1978) și Crimă sub soare (1982) au avut succes comercial, dar producătorii John Brabourne și Richard Goodwin au fost dezamăgiți că veniturile au fost mai mici decât estimaseră și nu au mai realizat împreună nicio altă ecranizare după romanele Agathei Christie, iar următoarele ecranizări au fost produse pentru televiziune.

### Dezvoltarea proiectului
Companiile americane CBS și Warner Bros. au obținut la începutul anilor 1980 dreptul de ecranizare pentru televiziune a cinci romane ale Agathei Christie și, ca urmare a succesului comercial al ecranizărilor anterioare cu Poirot, au încercat să-și asigure participarea lui Ustinov pentru cel puțin un film. În ciuda dubiilor cu privire la longevitatea sa în acest rol, actorul britanic se atașase de personaj și nu-și dorea ca rolul să fie interpretat de altcineva, așa că a acceptat oferta, deși bugetul filmelor de televiziune era mai mic. În total, Ustinov l-a interpretat pe detectivul Hercule Poirot în șase filme de cinema și televiziune: Moarte pe Nil (1978), Crimă sub soare (1982), Treisprezece la cină (1985), Moartea joacă murdar (1986), Crimă în trei acte (1986) și Întâlnire cu moartea (1988) și a fost, în plus, naratorul filmului The Seven Dials Mystery (1981).
Producătorii americani au decis să transpună acțiunea filmelor de televiziune cu Poirot în perioada contemporană. Această decizie avea precedent în realizarea filmelor cu Sherlock Holmes în interpretarea lui Basil Rathbone; astfel, Rathbone l-a interpretat inițial pe Sherlock Holmes în două filme de epocă cu buget mare, pentru ca să-l interpreteze ulterior în filme cu buget mic, a căror acțiune avea loc în prezent. Motivul cheie al unei astfel de decizii era cel financiar, deoarece filmele cu acțiunea în prezent sunt mult mai ieftine decât filmele de epocă, din moment ce nu necesită construirea unor decoruri și închirierea de costume. Un alt motiv a fost atragerea unui public tânăr interesat mai degrabă să vizioneze o adaptare modernă decât o adaptare de epocă fidelă operei literare de inspirație, aspect care se potrivea intențiilor urmărite de proprietarii drepturilor de autor asupra scrierilor Agathei Christie. Modernizarea acțiunii i-a permis lui Ustinov să adapteze unele din excentricitățile lui Poirot și să creeze o versiune mai calmă și mai blajină a personajului, ceea ce l-a transformat pe Poirot, potrivit lui Mark Aldridge, într-un „personaj ustinovian” capabil să întrețină audiența din fața micilor ecrane.
Primul film de televiziune cu Poirot produs de CBS și Warner Bros. a fost Treisprezece la cină (1985), o ecranizare a romanului Lord Edgware Dies (1933) al Agathei Christie. Dornici să profite de succesul acestui prim film cu Poirot, producătorii americani de la CBS Television au realizat filmul Moartea joacă murdar (1986), o ecranizare a romanului Dead Man's Folly (1956). Dacă romanul Lord Edgware Dies, care a stat la baza acestui prim film, nu se preta prea bine unei adaptări cinematografice, potrivit istoricului de film britanic Mark Aldridge, lector de istoria filmului și televiziunii la Universitatea Solent din Southampton, Dead Man's Folly a reprezentat o alegere mai potrivită.
Romanul ales pentru cea de-a treia ecranizare pentru televiziune cu Ustinov în rolul detectivului Poirot a fost Tragedie în trei acte (Three Act Tragedy, 1934), primul roman al Agathei Christie care a depășit 10.000 de exemplare vândute în primul an de publicare și a impus-o pe scriitoare ca o autoare de bestseller-uri. Ecranizarea a fost realizată după versiunea americană a cărții, intitulată Murder in Three Acts, și a fost lansată sub acest titlu. Acest roman este unul dintre puținele cărți ale Agathei Christie în care există diferențe substanțiale între versiunile publicate în Marea Britanie și Statele Unite ale Americii. Astfel, dacă în versiunea britanică Charles Cartwright îl ucide pe prietenul său, dr. Bartholomew Strange, deoarece medicul știe că soția actorului, aparent decedată, este internată într-un sanatoriu de boli mentale și îl poate împiedica să se însoare cu femeia pe care o iubește, în versiunea americană (care stă la baza acestui film) Cartwright este cel nebun și se teme că dr. Strange ar putea dezvălui publicului simptomele sale și l-ar putea interna într-un sanatoriu, împiedicându-l astfel să-și continue cariera artistică.
Scenariul filmului Crimă în trei acte a fost scris de Scott Swanton, care colaborase anterior la scenariul unei pastișe a romanului Zece negri mititei intitulate Calendar Girl Murders (1984) și regizate de William A. Graham. Swanton a actualizat acțiunea cărții și a relocat-o din comitatul englez Cornwall în orașul mexican Acapulco, păstrând, cu toate acestea, evenimentele și răsturnările de situații din opera originară sau, mai precis, din versiunea americană a ei. A avut loc o schimbare completă a personajelor, cu excepția detectivului Poirot; astfel, printre altele, Charles Cartwright a fost transformat dintr-un actor de teatru englez într-un actor de film american, iar rolul domnului Satterthwaite ca asistent al lui Poirot în timpul investigației a fost luat în film de căpitanul Hastings.
Rolurile secundare au fost atribuite, la fel ca în filmele anterioare ale seriei cu Poirot, unor actori cunoscuți precum Jonathan Cecil (care a reluat rolul cpt. Arthur Hastings, pe care-l mai interpretase în alte două filme), Tony Curtis (care, după ce apăruse anterior în Oglinda spartă, îl interpretează aici pe Charles Cartwright, un actor american retras din activitate, cunoscut prin folosirea în filme a unui șchiopătat), Emma Samms (cunoscută în acea vreme ca interpretă a personajului Fallon Carrington din serialul The Colbys, spin-off al serialului Dinastia), Dana Elcar (care a jucat în multe seriale de televiziune, printre care MacGyver) și Diana Muldaur (prima femeie care a fost președinte al Academy of Television Arts & Sciences (1983–1985), organizația care decernează premiile Primetime Emmy).

### Filmări

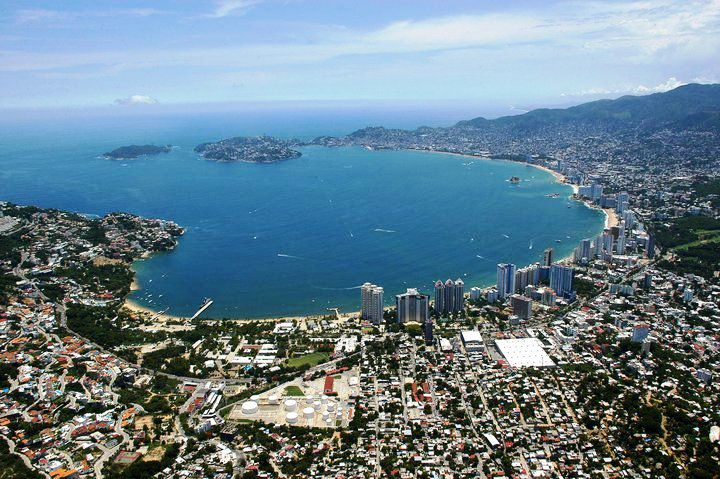
Golful Acapulco

Filmul a fost produs de Paul Waigner și regizat de regizorul american Gary Nelson, care era cunoscut de public în special pentru filmele Freaky Friday (1976) și Gaura neagră (The Black Hole, 1979) produse de compania Walt Disney Productions. Interesul publicului pentru producțiile de televiziune cu Poirot începuse să scadă la momentul realizării acestui film, iar criticii de film au anunțat saturați că noul film era „încă o” ecranizare cu detectivul belgian.
Filmările s-au desfășurat în iunie 1986 în întregime pe teritoriul Mexicului (în orașul Acapulco de pe coasta estică a Oceanului Pacific și în alte părți ale statului Guerrero) și s-au terminat la timp pentru ca Ustinov să se întoarcă în Marea Britanie pentru a asista ca spectator la meciurile turneului de tenis de la Wimbledon. Zilele însorite au fost puține, spre nemulțumirea echipei de filmare, iar în majoritatea timpului fie a plouat torențial, fie cerul a fost acoperit de nori amenințători. Scenele de la începutul filmului, care prezintă panorama grandioasă a golfului Acapulco, au fost filmate pe un vânt puternic, care amenința să-i ia pe sus pe actori.
După ce îl interpretase pe Poirot în două filme de cinema și două film de televiziune, Peter Ustinov a preluat aici pentru a cincea oară rolul detectivului belgian. La fel ca în cele două filme anterioare, Ustinov a făcut din nou echipă cu Jonathan Cecil, deși căpitanul Hastings nu apărea în romanul Agathei Christie, producătorii urmărind probabil să cultive un duet actoricesc pentru unele ecranizări ulterioare.
În scopul reducerii costurilor, companiile producătoare CBS și Warner Bros. au decis încă de la primul film realizat în comun, Treisprezece la cină, să urmeze un nou model de afaceri care a fost păstrat și pentru ecranizările ulterioare: înlocuirea unei distribuții formate din vedete cu o singură vedetă cu priză la public. Vedeta aleasă pentru filmul Crimă în trei acte a fost starul hollywoodian Tony Curtis, care interpretează aici rolul unui actor american celebru și bogat. Petrecerea organizată de Cartwright la casa lui de vacanță din Acapulco este întreruptă de moartea aparent naturală a unui invitat, iar o altă petrecere care are loc mai târziu cu aproape aceiași invitați se încheie cu o crimă. Prezența lui Tony Curtis constituie un „adaos binevenit” filmului, în opinia istoricului de film britanic Mark Aldridge, iar forța interpretării sale se observă îndeosebi în scena finală în care are loc „trecerea bruscă și dificilă [a personajului – n.n] de la fermecător la maniac”, pe care actorul o realizează veridic.
Decorurile filmului au fost proiectate de Fernando Ramírez Romero, iar muzica a fost compusă de compozitorul american Alf Clausen. Director de imagine a fost Neil Roach. Montajul a fost realizat de Donald R. Rode. Durata filmului este de 97 de minute.

## Schimbări ale poveștii originale
Principala schimbare este mutarea acțiunii din comitatul englez Cornwall la Acapulco. Asistentul lui Poirot este domnul Satterthwaite în cartea Agathei Christie, dar în film el este înlocuit de căpitanul Hastings, care-și reia rolul său obișnuit. Actorul de teatru englez Sir Charles Cartwright din roman devine aici Charles Cartwright, un star de cinema american.
Versiunea realizată în 2010 în cadrul serialului Poirot cu David Suchet în rolul principal a restaurat titlul „Three Act Tragedy” al romanului și l-a transformat din nou pe Sir Charles Cartwright (interpretat de Martin Shaw) într-un actor de teatru englez.

## Lansare
Crimă în trei acte a fost difuzat în premieră de postul de televiziune american CBS pe 30 septembrie 1986 la ora 21 (ora New York-ului). Impactul filmului a fost relativ redus, fără a fi însă catastrofal, deoarece Crimă în trei acte s-a clasat pe locul 115 între cele 330 de filme de televiziune difuzate de toate posturile de televiziune americane în sezonul 1986–1987, cu 15,4% rating și 25% share. Acest rating a fost un pic mai bun decât al predecesorului Treisprezece la cină (12,8% rating și 21% share), care fusese difuzat cu un an mai înainte, și a demonstrat că, în ciuda saturării publicului, exista un interes susținut pentru ecranizările romanelor Agathei Christie, așa cum dovedea și succesul obținut de serialul britanic Miss Marple (1984-1992).
Filmul a fost distribuit apoi și în alte țări precum Marea Britanie (17 mai 1987, ITV), Țările de Jos (11 iunie 1987), Republica Federală Germania (25 februarie 1988), Italia (13 decembrie 1988, Rete 4), Suedia (13 octombrie 1989) și Franța (17 august 1990, La Cinq). Compania Warner Home Video, divizia de distribuție a conglomeratului american Warner Bros. Entertainment, a lansat filmul Crimă în trei acte pe casetă video VHS în 1987 și apoi pe DVD la 12 septembrie 2006, într-o versiune cu subtitrare în limbile engleză și spaniolă.
Prima difuzare a filmului Crimă în trei acte în România a fost realizată de postul de televiziune TVR 1 în ziua de duminică 21 martie 1993; filmul a fost redifuzat ulterior de postul PRO TV în ziua de sâmbătă 11 octombrie 2003, de postul Pro Cinema în ziua de duminică 13 februarie 2005 și în reluare în ziua de luni 14 februarie 2005, de postul PRO TV în ziua de miercuri 12 mai 2010 și în reluare în ziua de joi 13 mai 2010 etc.
Difuzarea repetată a filmelor de televiziune cu Ustinov în rolul lui Poirot și lansarea lor ulterioară pe diferite suporturi video a contribuit la succesul lor în rândul publicului. Cu toate acestea, Crimă în trei acte a fost penultimul film produs de compania americană Warner Bros. în cadrul înțelegerii cu Agatha Christie Ltd., fiind urmat doar de The Man in the Brown Suit (1989), film în care nu apărea Poirot. Succesul comercial al acestor filme a fost oarecum mai redus în Marea Britanie ca urmare a faptului că sindicatul actorilor britanici Equity a pretins că Warner Bros. a revândut drepturile de difuzare, fără a specifica în contract ca interpreții să fie recompensați în vreun fel pentru fiecare redifuzare a filmului. Filmele continuă să fie difuzate și astăzi de televiziunile din întreaga lume, întărind identificarea în continuare în rândul publicului a lui Ustinov cu Poirot.

## Recepție

### Aprecieri critice

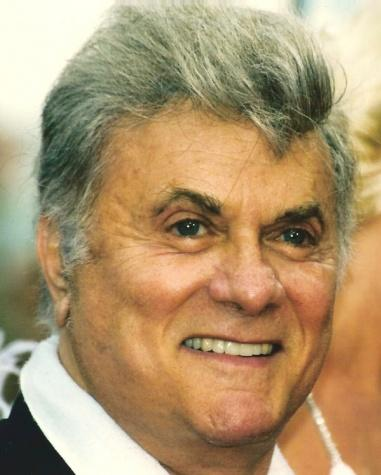
Singurul actor lăudat de critici a fost Tony Curtis.

Criticii de film americani au constatat că acest film respectă stilul tipic al misterelor Agathei Christie, adunând laolaltă un grup de persoane care se comportă într-un mod suspect și identificând la sfârșit un vinovat din rândul lor. Repetarea acestui tipar de la un film la altul a făcut ca filmul să aibă un ritm destul de lent și să pară „uzat”. În nota sa dedicată filmului în cunoscutul ghid Movies on TV, criticul american Steven H. Scheuer afirmă că „Curtis conduce un grup plictisitor de actori; ritmul rămâne o problemă până la actul final”.
Interpretarea lui Peter Ustinov s-a transformat, de asemenea, într-un exercițiu de rutină, considera John J. O'Connor în ziarul american The New York Times, susținând că odată „cu fiecare imitare succesivă, însă, domnul Ustinov pare să fi devenit mai superficial, bazându-se pe ticuri și maniere asortate menite, se pare, să-l amuze pe el la fel de mult ca și pe public. În această ultimă poznă a lui Poirot, interpretarea domnului Ustinov este un exercițiu comic monoton de la început până la sfârșit”. Personajul își păstrează aici „siguranța de sine încântătoare, adesea nejustificată” și „simțul său al umorului pompos și deosebit”, cunoscute deja din filmele anterioare. Astfel, investigația lui Poirot este condimentată, pe parcursul derulării ei, cu mostre nesolicitate de înțelepciune, cu ironii necruțătoare și cu acțiuni comice care-l umanizează în ochii publicului (precum încercarea de a șterpeli un fruct de pe o tarabă sau ațipirea în fața computerului). Intrarea lui Ustinov în rutină a fost remarcată și de criticul Clifford Terry, care susținea într-o cronică publicată în ziarul Chicago Tribune că devine evident după aproape 20 de minute de la începerea filmului că actorul și-a epuizat capacitatea de interpretare a personajului.
Căpitanul Hastings, care atrăsese atenția în filmele anterioare ca o contrapondere comică a lui Poirot, este ținut aici în spate, încercând să se arate interesat, dar nerostind de fapt nimic important. Prezența restului distribuției este, în mare parte, decorativă, urmărind doar să atragă publicul spectator. Singurul actor lăudat pentru interpretarea sa a fost Tony Curtis, a cărui prezență constituie un „adaos binevenit”, în opinia istoricului de film Mark Aldridge, lector de istoria filmului și televiziunii la Universitatea Solent din Southampton. Curtis interpretează „foarte abil” rolul actorului Charles Cartwright, dovedindu-și talentul actoricesc îndeosebi în scena finală în care are loc „trecerea bruscă și dificilă [a personajului – n.n] de la fermecător la maniac”. „Este întotdeauna plăcut să-l vezi, încă o dată, interpretând rolul unui actor”, susținea Clifford Terry, care constata că actorul poartă în acest film costume asemănătoare celor purtate de Gilbert Roland la începutul carierei sale și începea să semene tot mai mult ca înfățișare cu Charles Bickford. Costumația purtată de Tony Curtis a fost criticată însă de istoricul de film Scott Palmer, care consemna că actorul arată ridicol în pantaloni scurți și cu șosete până la genunchi. Cu toate că „Tony Curtis își gestionează replicile la fel de eficient ca în oricare din filmele sale de epocă”, criticul Arthur Unger de la săptămânalul The Christian Science Monitor a susținut că nu a fost impresionat de interpretarea actorului, pe care l-a crezut doar atunci când l-a interpretat pe criminalul din The Boston Strangler (1968).
Istoricul Scott Palmer s-a numărat printre cei mai vehemenți critici ai modificărilor aduse romanului original al Agathei Christie. În opinia sa, modernizarea acțiunii a fost o decizie neinspirată și inutilă, în timp ce schimbarea locurilor și a personajelor „au făcut-o probabil pe Agatha Christie să se întoarcă în mormânt”. Astfel, în urma acestor modificări, ecranizarea a ajuns să arate ca un „bastard” al operei literare de inspirație. Palmer considera că scenariul lui Scott Swanton și regia lui Gary Nelson „nu sunt ceva cu care să se laude”, iar distribuția este neinspirată și conchidea că această ecranizare este un „film mediocru”. Lipsa de credibilitate a acțiunii a fost evidențiată, de asemenea, de jurnalistul Arthur Unger, care a consemnat că „faimosul detectiv al Agathei Christie, Hercule Poirot, se aventurează la sud de graniță într-un film polițist misterios și complex care se aventurează el însuși la câteva grade sud de credibilitate”, îndeosebi din cauza scenariului care „nu face față pur și simplu unei analize aprofundate”.
Ca o concluzie, istoricul și enciclopedistul american Matthew Bunson afirmă în The Complete Christie: An Agatha Christie Encyclopedia (2000), studiul său dedicat operei Agathei Christie și adaptărilor ei, că filmul Crimă în trei acte conține „americanismele obișnuite cu care spectatorul trebuie să se confrunte: clișeele, interpretările exagerate ale actorilor americani incomodați de subtilitățile personajelor lui Christie și tendința de a-l înfățișa pe căpitanul Hastings ca pe un idiot serios”. Aceste aspecte nu sunt însă foarte relevante pentru publicul spectator din moment ce „totul e o chestiune de distracție, jocuri și crime multiple”, iar „peisajele frumoase din Acapulco, vilele fabuloase de pe faleză, femeile superbe și actorii talentați fac ca filmul «Crimă în trei acte» să fie ușor de urmărit, în ciuda faptului că nici un singur moment nu este cu adevărat plauzibil”. Filmul este „distractiv”, în ciuda modernizării acțiunii, considera, de asemenea, istoricul de film britanic Mark Aldridge.
Enciclopedia cinematografică germană Lexikon des internationalen Films descrie astfel acest film: „În loc să-și poată scrie memoriile, maestrul detectiv belgian Hercule Poirot se confruntă cu un nou caz care îl duce la Acapulco, unde trebuie să rezolve o serie dubioasă de otrăviri. Adaptare cinematografică banală a unei scrieri polițiste a Agathei Christie, pusă în scenă pentru televiziune ca o conversație liniștită.”.

### Premii
Creatoarea de costume Mina Mittelman a fost nominalizată în 1987, pentru activitatea de la acest film, la premiul Primetime Emmy⁠(en)[traduceți] pentru cele mai bune costume într-un miniserial, film sau program special de televiziune⁠(en)[traduceți], care a fost câștigat însă de Jane Robinson⁠(en)[traduceți] pentru filmul Anastasia (Anastasia: The Mystery of Anna) și de Frances Harrison Hays pentru filmul Independence.

## Continuare
Crimă în trei acte a fost al cincilea film în care Peter Ustinov l-a interpretat pe Hercule Poirot (după Moarte pe Nil (1978), Crimă sub soare (1982), Treisprezece la cină (1985) și Moartea joacă murdar (1986)) și a reprezentat a treia apariție a actorului în rolul detectivului belgian într-un film de televiziune. Ustinov a reluat acest rol pentru ultima oară într-un film de cinema lansat în 1988 (Întâlnire cu moartea).

## Alte ecranizări
O altă adaptare britanică a fost realizată ca un episod al serialului de televiziune Agatha Christie's Poirot cu David Suchet în rolul lui Poirot. Scenariul a fost scris de Nick Dear și urmează destul de fidel acțiunea cărții, preluând motivația criminalului așa cum apare în ediția britanică a cărții. Filmările, desfășurate sub coordonarea regizorului Ashley Pearce, au avut loc în mai multe locuri din Anglia, printre care Palatul Eltham⁠(en)[traduceți] (scenele interioare din casa lui Sir Charles Cartwright) și Knebworth House⁠(en)[traduceți] (casa dr. Strange). Three Act Tragedy este primul episod (ep. 63) al sezonului 12 (penultimul sezon) al serialului și a fost difuzat în premieră de postul britanic ITV pe 3 ianuarie 2010, după ce fusese deja difuzat în Norvegia pe 1 ianuarie 2010.

## Galerie

### Locuri de filmare

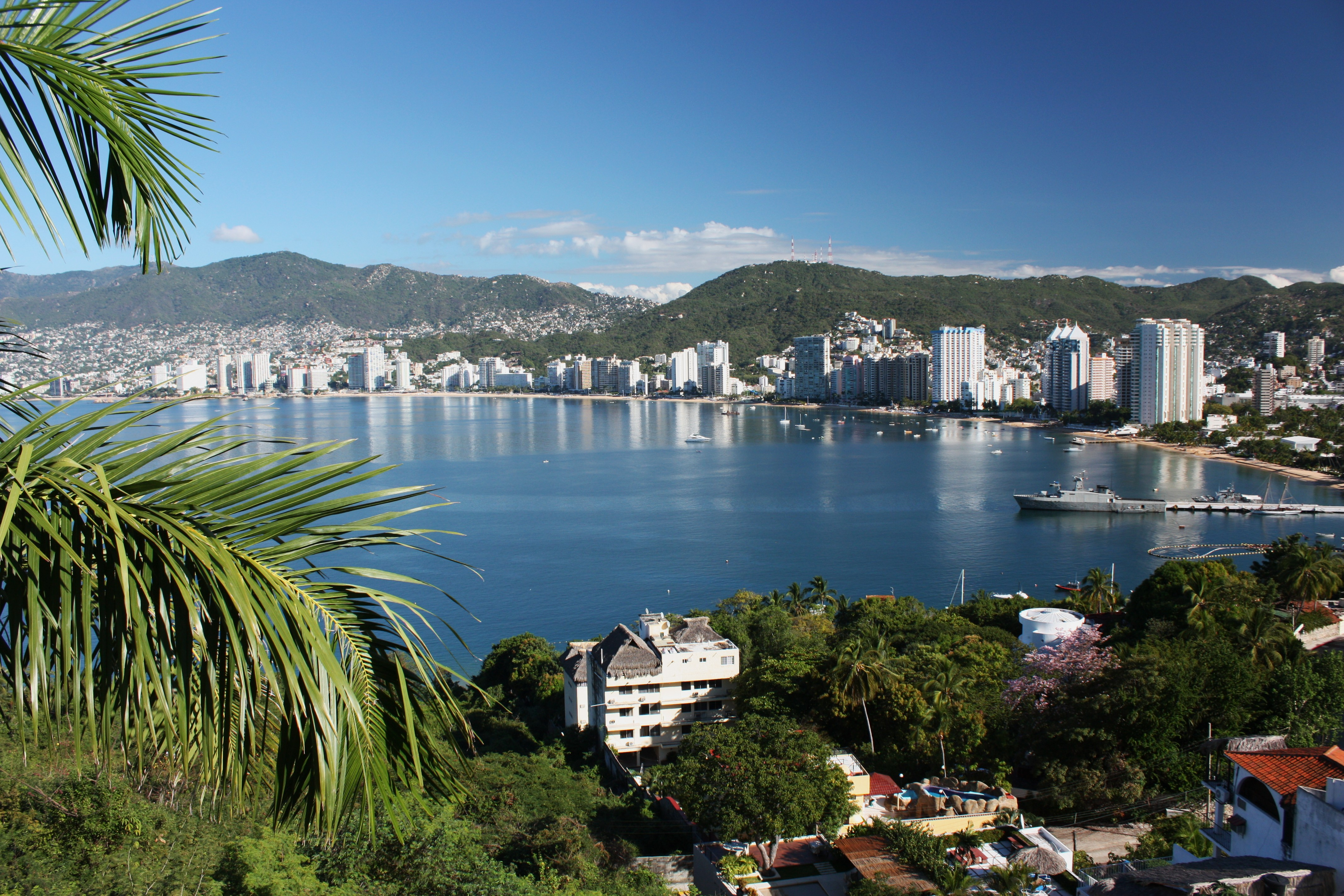
Golful Acapulco
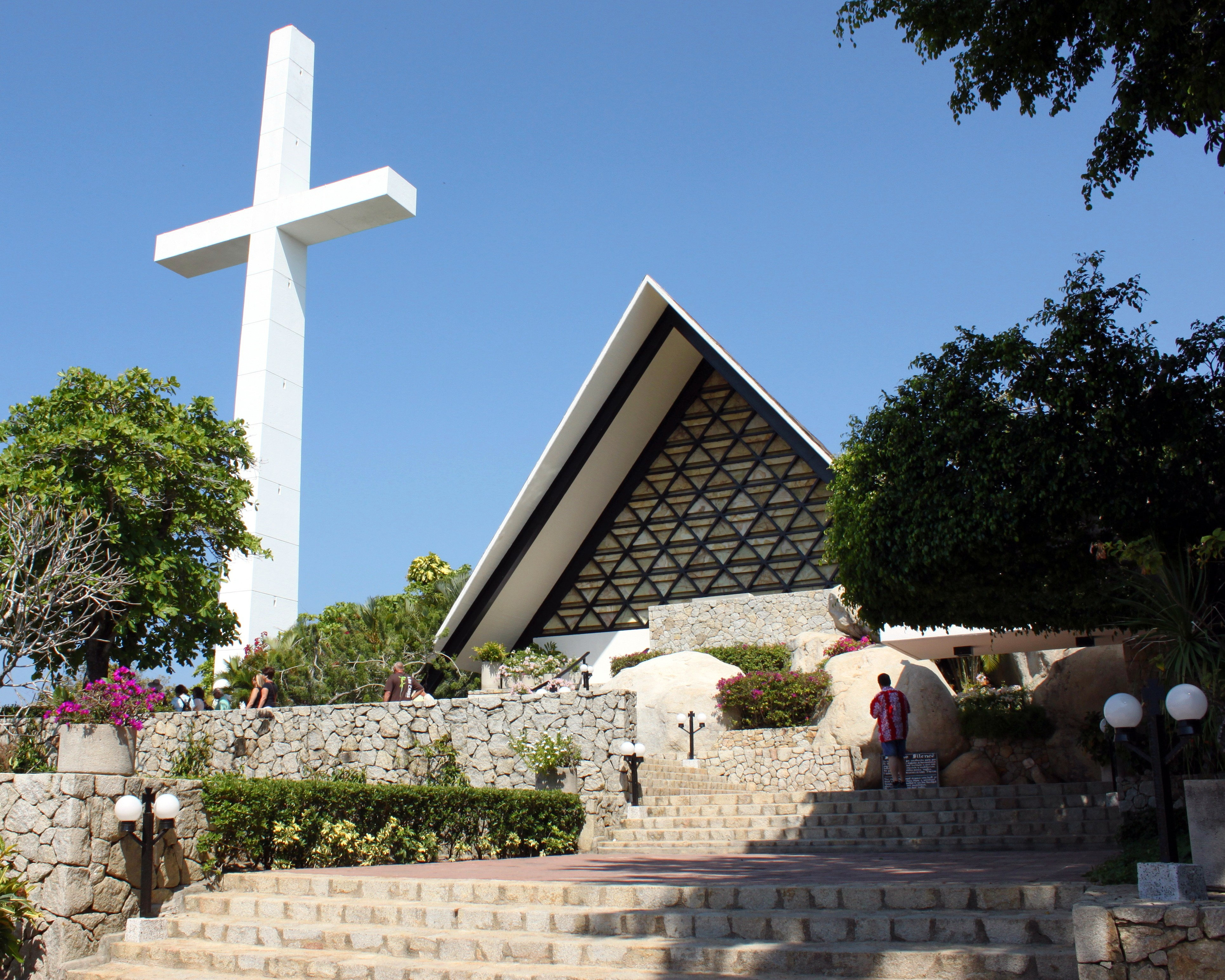
Capela Păcii din Acapulco⁠(es)[traduceți], aflată pe dealul El Guitarrón
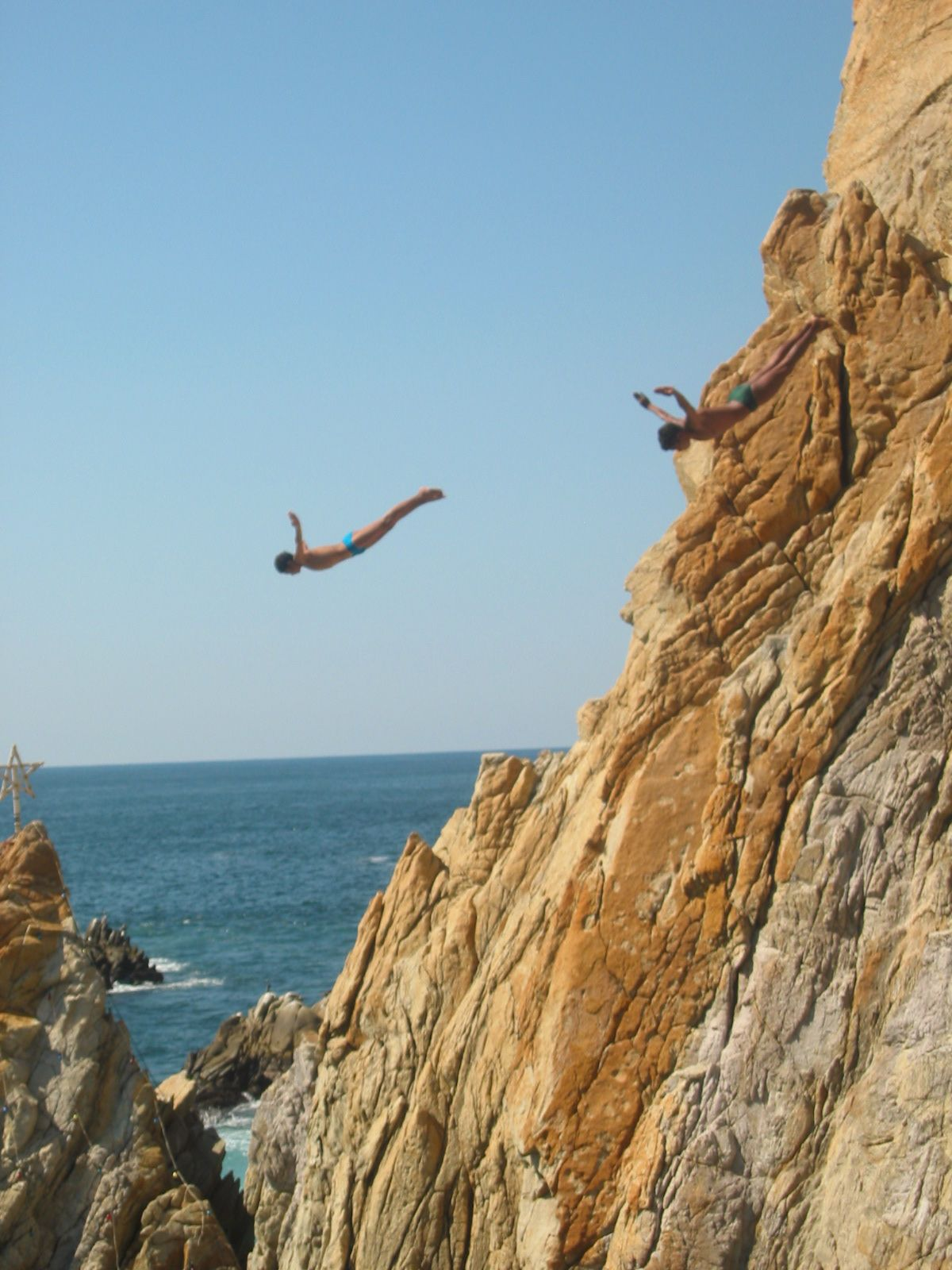
La Quebrada Cliff Divers⁠(en)[traduceți] de pe stâncile La Quebrada
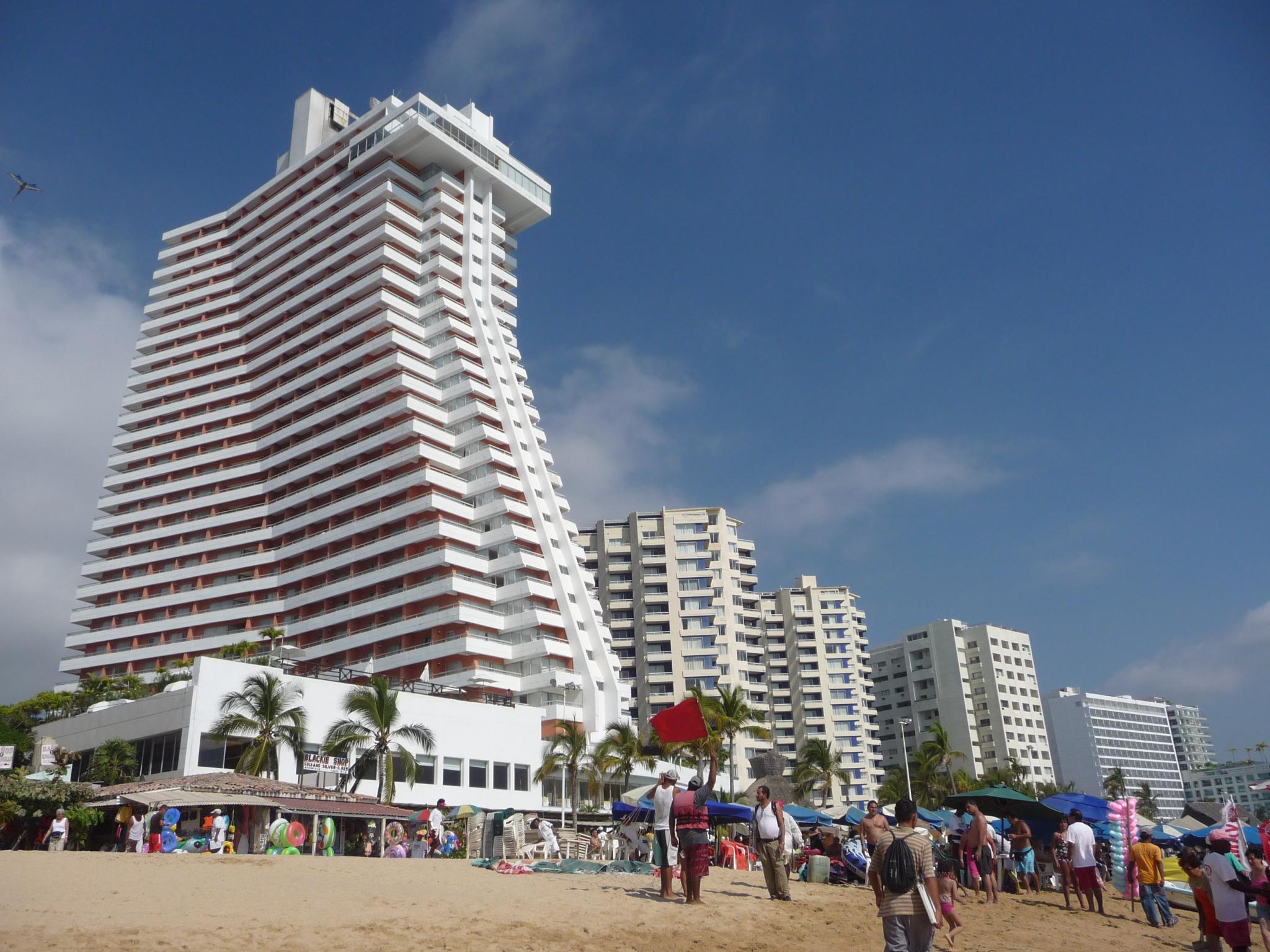
Hotelul Crowne Plaza din Acapulco (110 m), inaugurat în 1982
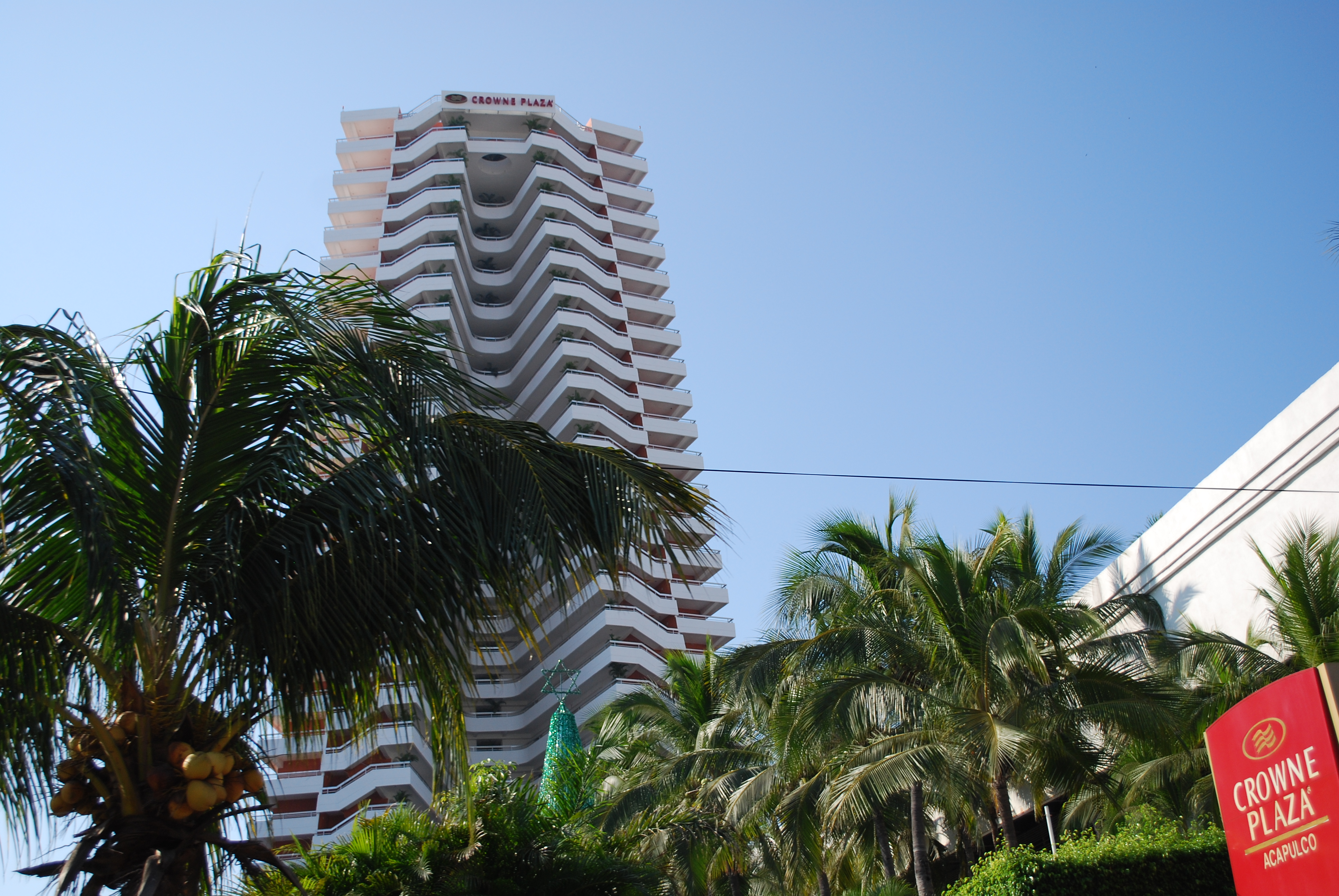
Hotelul Crowne Plaza din Acapulco, hotelul unde locuiește Poirot